# Centre béninois des langues étrangères
Le centre béninois des langues étrangères (CEBELAE) est une entité, de l'université d'Abomey-Calavi créé en 1979 qui a  pour vocation la formation et les recherches en didactique des langues,,. Le Cebelae est dirigé par le Professeur Coffi Sambieni,,. 

## Objectifs
Depuis sa création, le Cebelae vise entre autres à offrir une formation pratique, utile et rapide en langues étrangères pour tous les Béninois et les étrangers qui souhaitent apprendre et améliorer leurs compétences linguistiques.  A cet effet, plusieurs apprenants de différentes universités du monde viennent au cebelae pour non seulement apprendre le français ou l'améliorer mais aussi pour acquérir de nouvelles compétences dans d'autres langues outre le français,.  

## Public visé et langues enseignées
Le Cebelae ouvre ses portes aux apprenants et enseignants du Ghana, du Nigéria, du Tchad, d'Angola, de la Guinée équatoriale,des États-Unis, de la Turquie, du Pakistan,etc.   
On apprend aussi au Cebelae l'allemand, l'espagnol,l'anglais les langues locales du Bénin telle que le Fongbé,.

### Galeries de photos

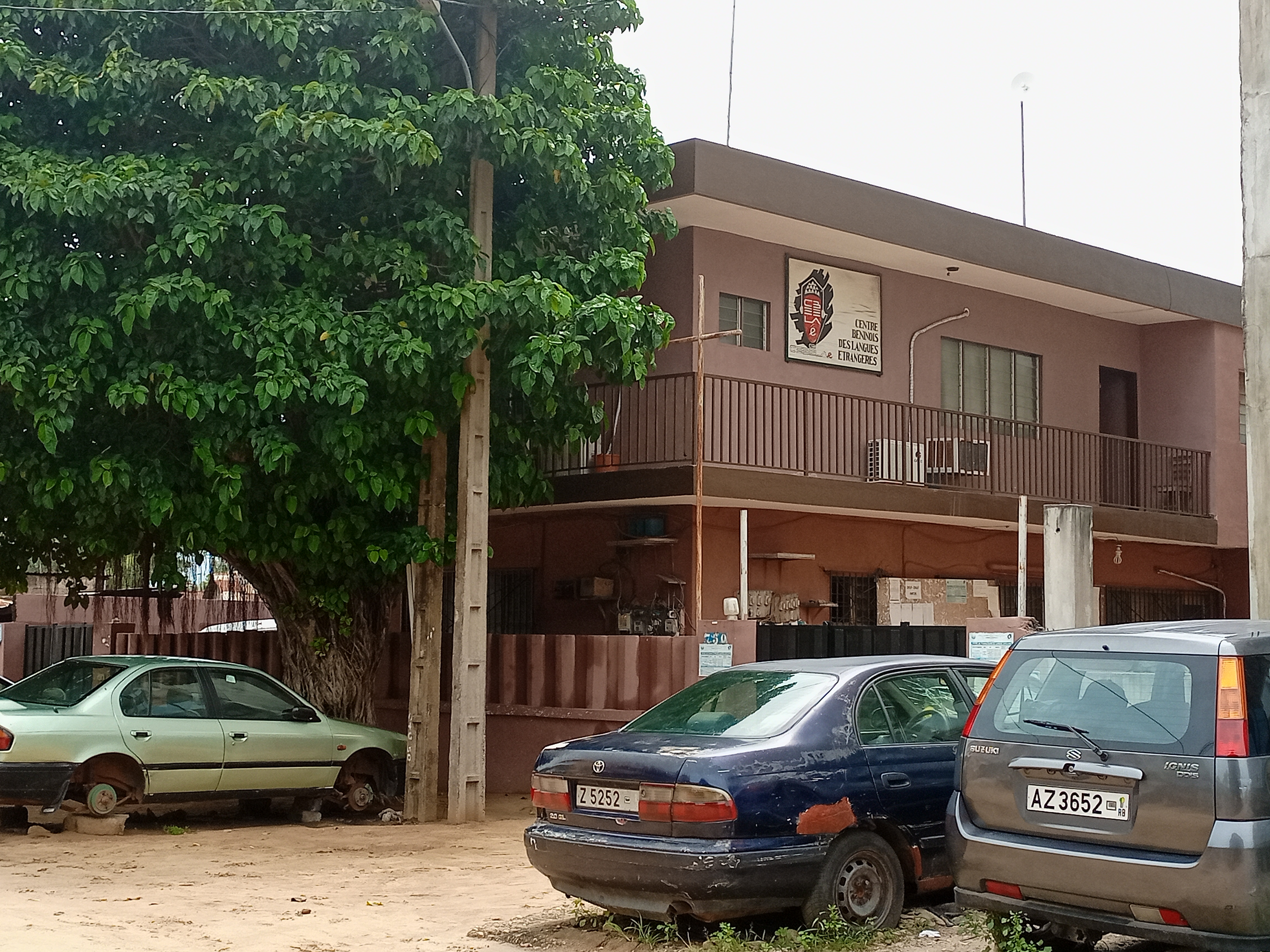
Bâtiment du centre béninois des langues étrangères (CEBELAE)